# محطة حرارية

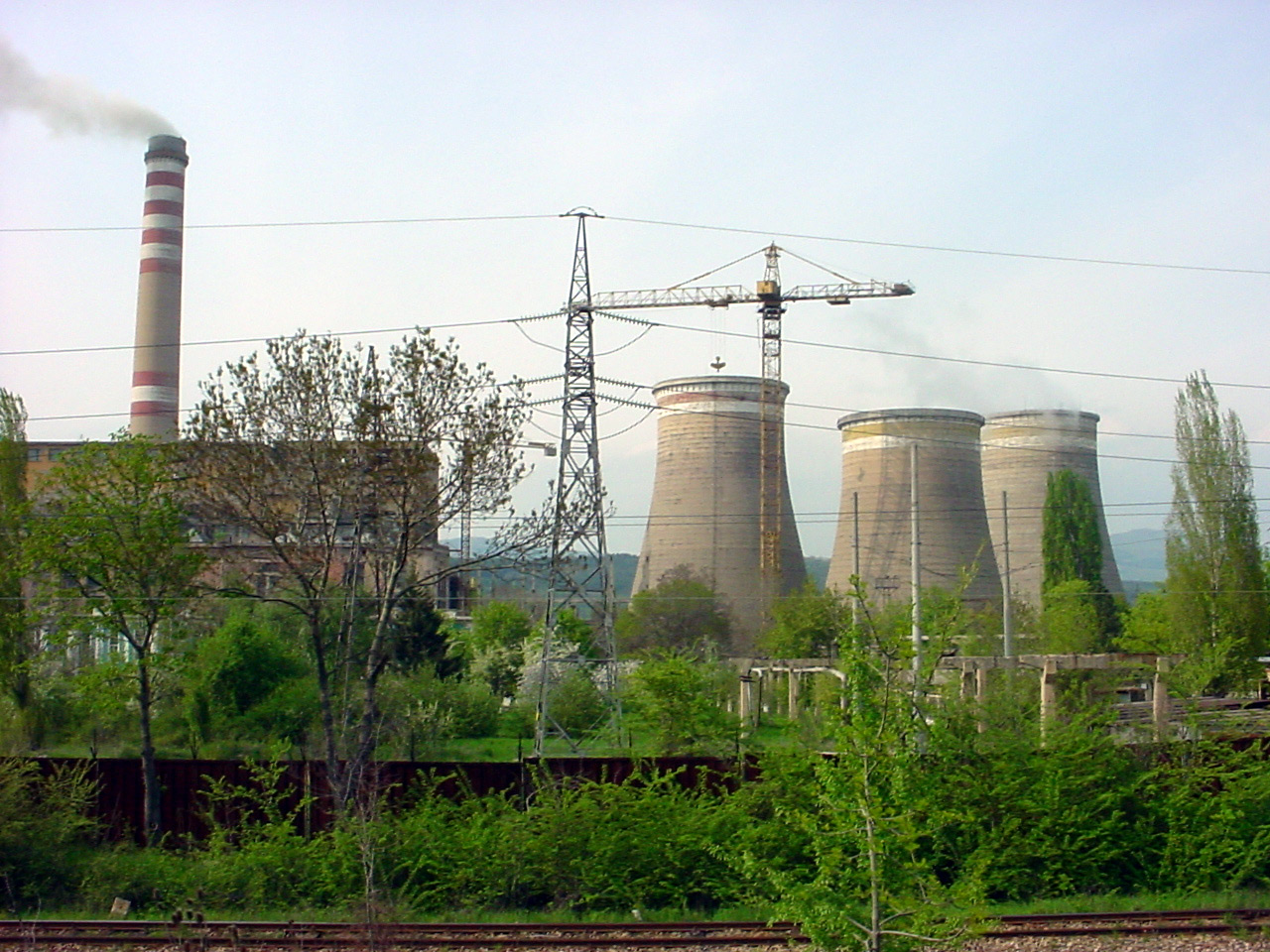
محطة حرارية بقرب صوفيا - بلغاريا

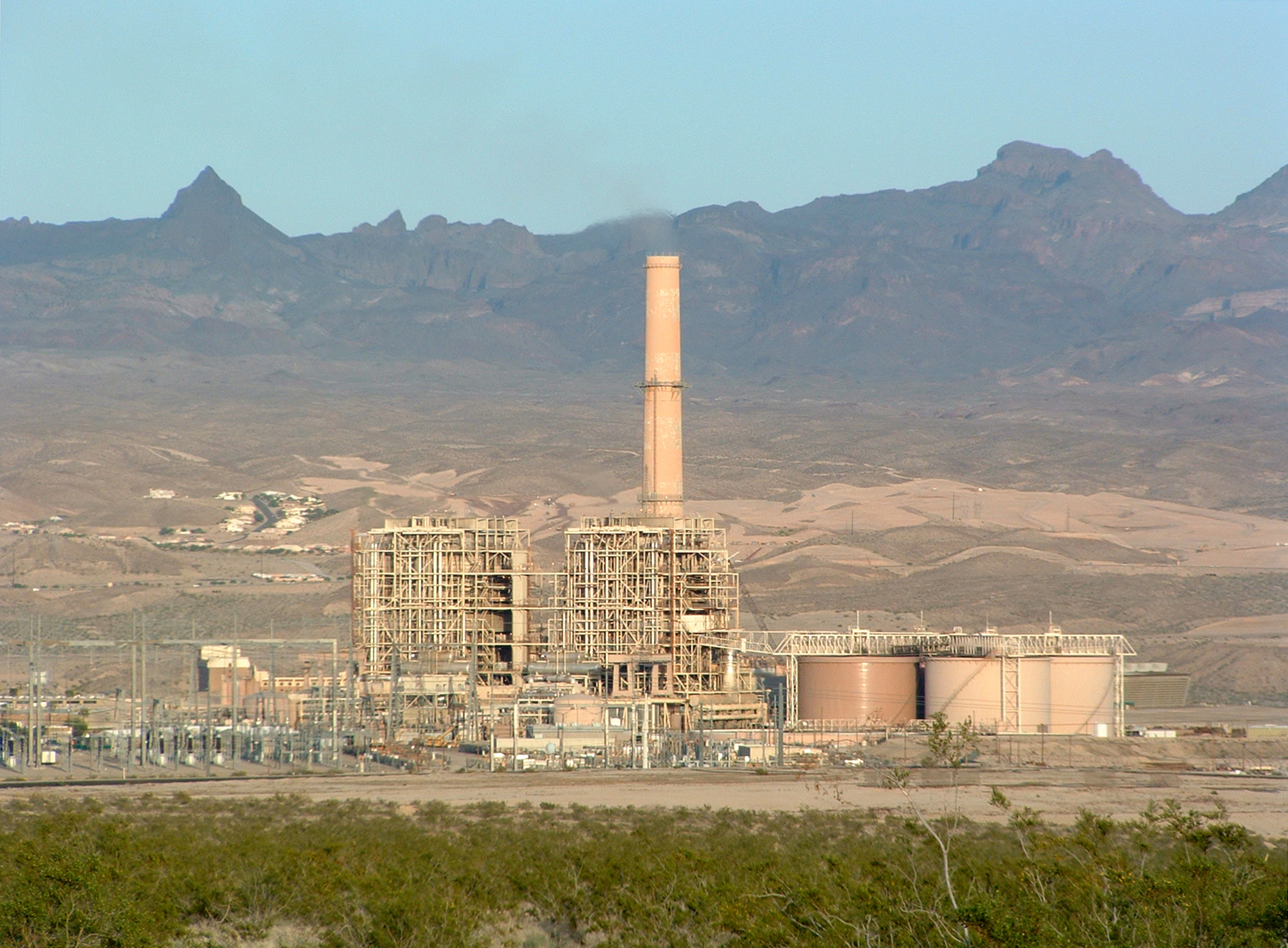
محطة الطاقة موهاف تولد ما يقرب 1580 ميجا وات مشغلة بواسطة الفحم

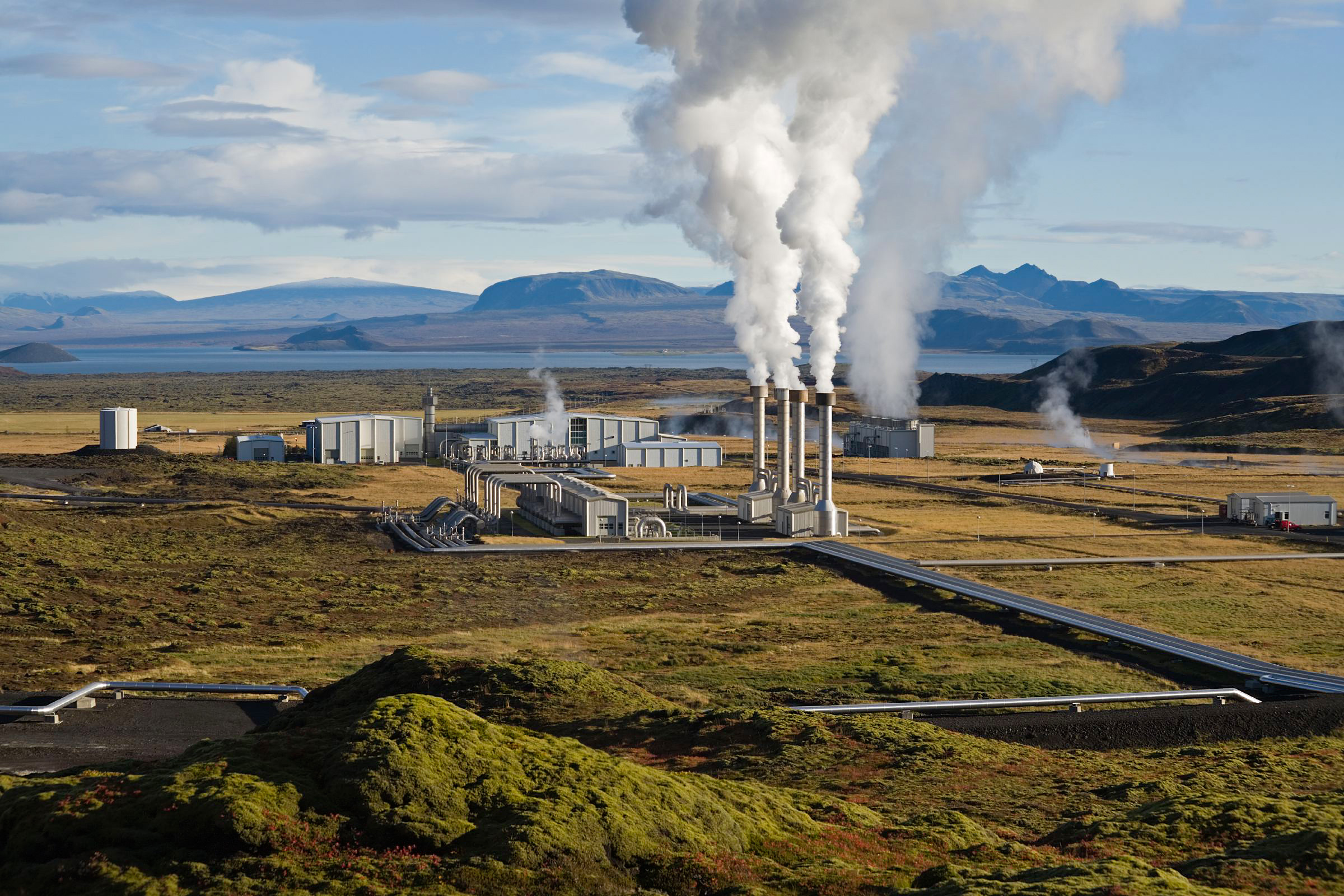
محطة طاقة حرارية في ايلاندا مشغلة بالطاقة الحرارية الأرضية (جيوثيرمال)

المحطة الحرارية هي محطة توليد طاقة كهربائية تعمل باندفاع البخار، فالمحطة الحرارية تعمل على تسخين المياه وتحويله إلى بخار مضغوط. ويُوجَّهُ ذلك البخار في ضغط عالي إلى تدوير توربين بخاري ويكون ذلك التوربين موصولًا بمولد كهربي، أو تقوم بأي شغل ميكانيكي آخر كتحريكِ السفنِ مثلًا. بعد أن يخرج البخار من التوربين يتم تكثيفه في مكثف حراري ويعاد تدويره مرة أخرى إلى الغلاية البخارية لتسخينه من جديد، وتسمى هذه الدورة بدورة رانكن.
تُستغلُّ الحرارة لتوليد طاقة حركية بواسطةِ آلةٍ تدور، وتتصل تلك الآلة بمولد كهربائي، فهذه العملية هي عملية تحويل للطاقة .
معظم المحطات الحرارية هي محطات بخارية لإنتاج الطاقة الكهربائية. ولكن توجد أيضًا أشكال أخرى للآلات البخارية المختلفة عن التوربين البخاري مثل الآلة البخارية القديمة، أو آلاتٍ لا تحتاجُ إلى الماء أو البخار مثل محرك الديزل أو المحرك الغازي أو محطات توليد غازية. العامل المشترك في المحطات الحرارية المختلفة هي الدورات الترموديناميكية لمادة التشغيل والتي تكون مغلقة في المحطات الحرارية البخارية، ومفتوحة في محطات التوليد الغازية.

## اهميتها
تنتج المحطات الحرارية في معظم بلاد العالم الطاقة الكهربائية بنسب بين 60% - 100% (ماعدا النرويج وسويسرا والنمسا فهي دول تعتمد على السدود المائية لتوليد الكهرباء) . ويعود السبب في ذلك هو وجود الوقود بكميات كبيرة مثل الفحم الحجري والبترول والغاز الطبيعي واستغلال تلك الموارد لفترة طويلة . وتكتسب طرق أخرى لتوليد الطاقة أهمية متزايدة بسبب محدودية الوقود الأحفوري ، ولتلافي مشاكل الانحباس الحراري.

## طريقة عملها
مبدأ عمل المحطة الحرارية كالآتي:
1. تُؤخذ حرارة من مصدر للطاقة وتعطى لوسط شغال مثل الماء فيتحول إلى بخار.
2. يمُرُّ البخار في توربين بخاري ويتحول جزء منه إلى طاقة تحريك ميكانيكية عندما ينخفض ضغط البخار من ضغطٍ عالٍ إلى ضغطٍ منخفضٍ، ثم يتمدد البخار.
3. بعد تدوير التوربين يعطي البخار ما بقي فيه من حرارة إلى الهواء .

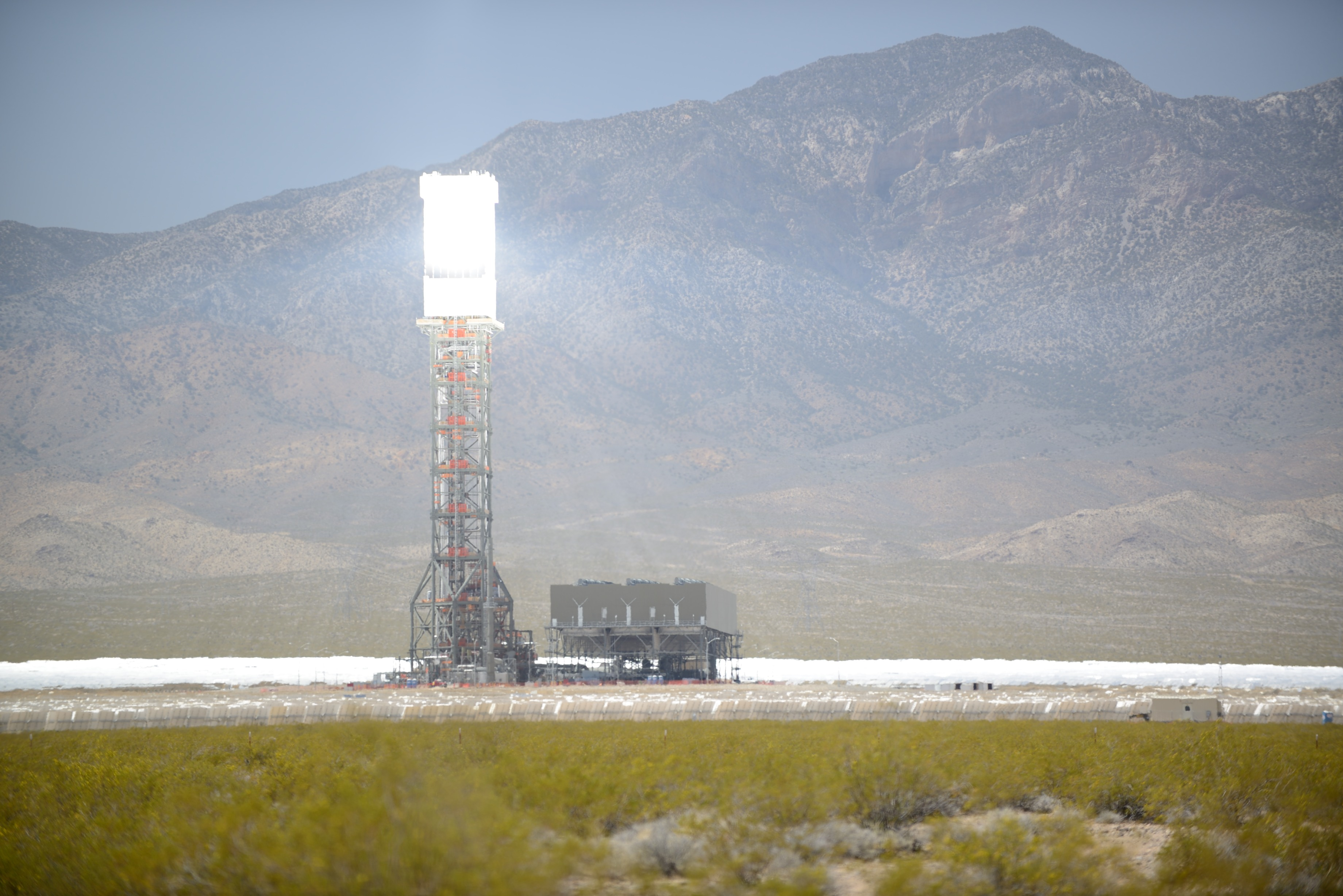
محطة ايفانباه للطاقة الشمسية: البرج الأول أثناء التشغيل.

ثم تعاد الخطوة الأولى، وتكون العملية عملية دورية. وخلالها يضيع جزء كبير من الحرارة في الهواء، أو أحيانًا يستغل بواسطة توليد مشترك
حيث يستفاد من بقية الحرارة.

### مصــدر الحرارة
تُنتِج معظم المحطات الحرارية الحرارة بنفسها عن طريق حرق الوقود أو عن طريق استغلال الحرارة الناتجة من تفاعل نووي في محطة نووية. كما يمكن استغلال مصادر طبيعية مثل الأشعة الشمسية أو طاقة حرارية أرضية.
في المثال المجاور هنا الذي يعمل بالطاقة الشمسية تركز مرايا كثيرة حول البرج أشعة الشمس على قمة البرج، ويوجد في أعلى البرج خزان فَيَسخَنُ الماءَ فيه ويتحول إلى بخار.

## كفاءتها
يعتمد عمل المحطة الحرارية على دورة كارنو الترموديناميكية التي تحدد كمية الكهرباء الناتجة، وطبقًا لذلك فتعاني الدورة من فقد في الحرارة كبير لا يتحول إلى كهرباء. يرجع ذلك إلى قوانين طبيعية تتحكم في العملية، ونفهمها عن طريق دراسة علم الترموديناميكا.
تبلغ درجة حرارة البخار حاليًا نحو 600 درجة مئوية. وطبقًا للكفاءة الحرارية التي نحصل عليها من دورة كارنو فهي تبلغ (600 - 40)/(600 + 273) = 64 % .
الكفاءة الحرارية = T1 - T2)/ T1 )
حيث :
T1 درجة الحرارة الابتدائية (بعد التبخر)
T2 درجة الحرارة النهائية(بعد التبريد في المكثف)
وتنطبق تلك المعادلة بوضع درجة الحرارة بالكلفن وليس بالدرجة المئوية .
بناء على ذلك يكون:
T1= 600 + 273
T2 = 40 + 273
والنتيجة هي :
الكفاءة = 560 / 873 = 64%
أي أن نحو 36% من الطاقة الحرارية يضيع في الجو في تلك الحالة ولا يمكن تحويله إلى طاقة كهربائية . ويمكن استغلال الطاقة الحرارية عن طريق توليد مشترك ينتج الكهرباء وفي نفس الوقت يستغل الماء الساخن الخارج من العملية ويضخها في شبكة أنابيب لتوزيع الماء الساخن في درجة حرارة نحو 70 درجة مئوية لتدفئة البيوت وامداد البيوت بالماء الساخن. بهذا يمكن رفع كفاءة المحطة إلى نحو 70 إلى 80 %.

## التبريد
تَستخدمُ كثيرًا من المحطات الحرارية ماءَ نهرٍ بجوارها للتبريد. فهذا يوفر بناءَ برج تبريدٍ لتبريد البخارِ الخارجِ من التوربينات. إلا أن ماءَ النهرِ يسخن وتضع الجهات المسؤولة حدودًا لدرجة حرارة النهر، بحيث لا تتأثر البيئة. وقد يؤدي ارتفاع درجة حرارة الماء في النهر صيفًا إلى توقيف المحطة. كما توجد طريقة باستخدام برج تبريد لخفض تسخين مياه النهر. بعض المحطات تعمل بطريقة توليد مشترك لإنتاج المياه الساخنة وضخها في شبكة توزيع على البيوت المجاورة أو تستغل في تدفئة الدفيئات الزجاجية الزراعية.

## نموذج محطة حرارية تعمل بالفحم
| 1. برج تبريد                             | 10. صمام ضبط البخار         | 19. تسخين عالي                                  |
| 2. طلمبة ماء التبريد                     | 11. توربين بخاري عالي الضغط | 20. Forced draught (draft) مروحة الطرد المركزي  |
| 3. خط نقل الكهرباء (تيار ثلاثي الأطوار ) | 12. نازع الهواء             | 21. معيد التسخين                                |
| 4. محول كهربائي (تيار ثلاثي الأطوار)     | 13. تسخين الماء العائد      | 22. مدخل الهواء للاحتراق                        |
| 5. مولد كهربائي (تيار ثلاثي الأطوار)     | 14. فحم حجري نظام ناقل      | 23. مقتصد                                       |
| 6. توربين بخاري منخفض الضغط              | 15. الفحم                   | 24. سخان هواء                                   |
| 7. طلمبة الماء المكثف                    | 16. مطحنة الفحم             | 25. الترسب الكهربائى الساكن                     |
| 8. مكثف سطحي                             | 17. غلاية                   | 26. Induced draught (draft) مروحة الطرد المركزي |
| 9. توربين بخاري متوسط الضغط              | 18. رماد سفلي hopper        | 27. المدخنة                                     |

]]

نموذج محطة حرارية تعمل بالفحم (نكتفي بترجمة الأجزاء الأساسية).

مثل تلك المحطة تنتج طاقة كهربائية بقدرة 200 ميجا واط .
من حيث المبدأ يتكون مفاعل نووي لانتاج الطاقة من نفس تلك الأجزاء، ماعدا الغلاية فهي تكون غلاية ذاتَ جدارٍ من الفولاذ السميك تحوي الماء وقضبان اليورانيوم التي يتم فيها تفاعل الإنشطار النووي. تنتج من الانشطار النووي حرارة تقوم بتسخين الماء في الغلاية، فينتج البخار الذي يقوم في المحطة بإنتاج الكهرباء.

## المفاعل النووي لإنتاج الكهرباء
مكونات المحطة الحرارية هي نفسها مثل مكونات المفاعل النووي الذي ينتج الكهرباء، ماعدا الغلاية. تستبدل الغلاية في المحطة الحرارية بغلاية كبيرة سميكة الجدران من الفولاذ.

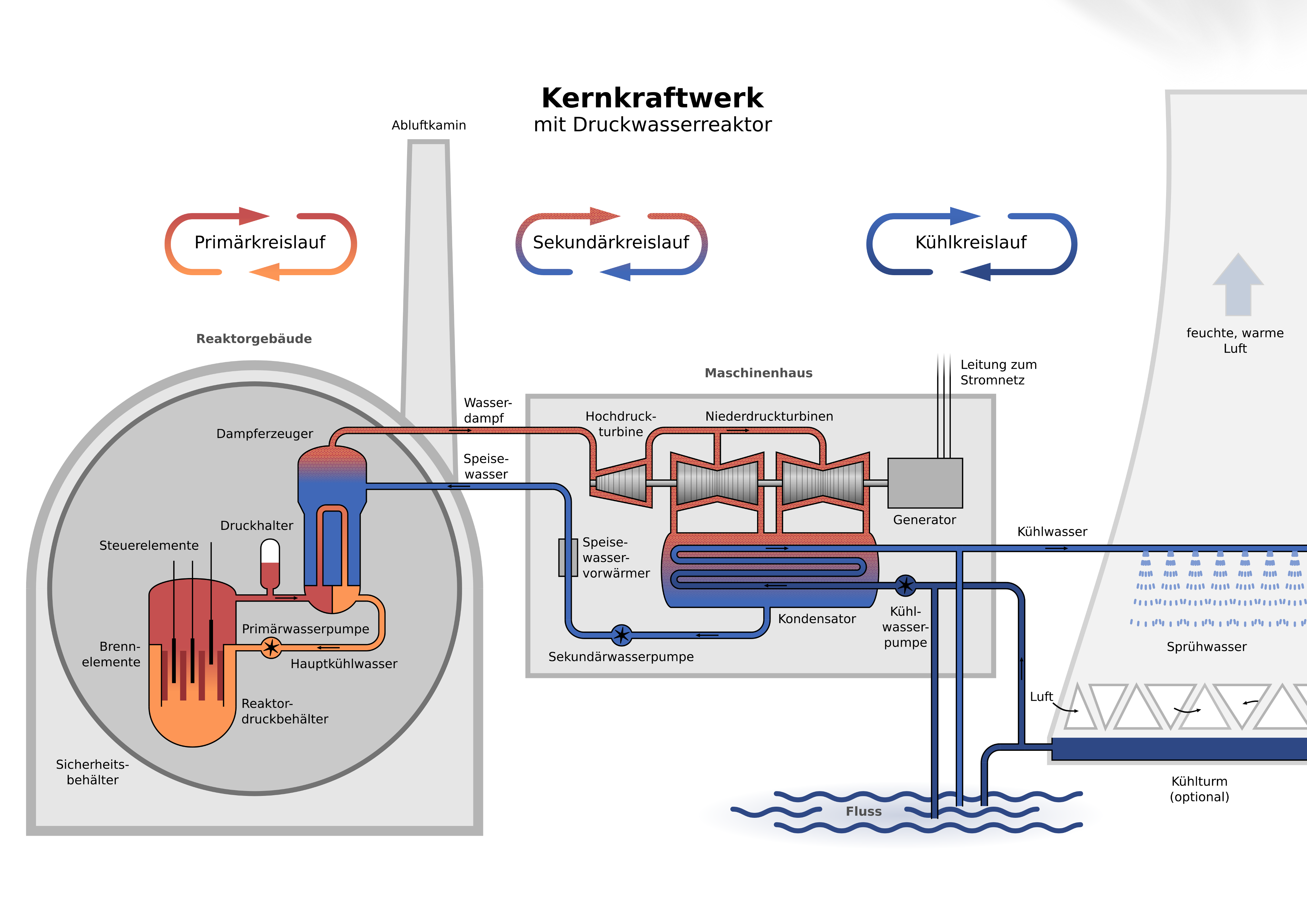
مكونات المفاعل: خزان ضغط المفاعل (بني) والمبادل الحراري (أزرق) داخل مبنى المفاعل (كروي)، وتخرج أنابيب البخار لتشغيل التوربينات، والمولد الكهربائي. يعود البخار بعد المكثف المنبسط (أزرق) إلى المبادل الحراري لتكوين بخار من جديد.

في المفاعل النووي يوجد في الغلاية ماء وقضبان من اليورانيوم (نحو 100 طن من اليورانيوم تكفي لإنتاج قدرة 1200 ميجاواط طاقة كهربائية لفترة 3 سنوات). يقوم التفاعل النووي لليورانيوم بإنتاج الحرارة اللازمة لتسخين الماء، وينتج البخار الذي يقوم بدوره بتدوير توربين بخاري و يدير التوربين البخاري مولد كهربائي فتُنتَجُ الكهرباء وتُوزَّعُ في الشبكة. تُستبدلُ من قضبان اليورانيوم المخصب الثلث كل سنة ويوضع قضبان من اليورانيوم الجديدة بدلًا من 1/3 القضبان المستهلكة.
لعدم تلوث الماء في الدورة التي تنتج البخار بالإشعاع، تصمم دورة تسخين الماء في المفاعل النووي بدورتين: الدورة الابتدائية مغلقة لا يخرج منها الماء الملوث بالإشعاع ويبقى فيها، وفيها توجد قضبان اليورانيوم، ودورة ثانوية للماء تنتج البخار ولا تلامس قضبان اليورانيوم، وتتصل الدورتين في الوسط بمبادل حراري. يقوم المبدل الحراري بنقل حرارة الماء من الدورة الابتدائية إلى الدورة الثانوية من دون اختلاط لماء الدورتين.

## اقرأ أيضا
- دورة كارنو
- تحويل الطاقة
- توربين بخاري
- قيمة حرارية